# گری (خواننده)
کیم دونگ هیون (کره‌ای: 김동현؛ زادهٔ ۱۰ نوامبر ۱۹۹۸) که بیشتر با نام هنری گری (کره‌ای: 그리، انگلیسی: Gree) شناخته می‌شود، رپر، خواننده، مجری تلویزیونی و بازیگر اهل کره جنوبی است و زیر نظر کمپانی برند نیو میوزیک فعالیت می‌کند.

## ترانه‌شناسی

### تک‌آهنگ‌ها
| عنوان                                                                      | سال                  | بالاترین موقعیت در جدول‌ها | فروش                        | آلبوم                         |
| عنوان                                                                      | سال                  | کره جنوبی                 | فروش                        | آلبوم                         |
| به عنوان آرتیست اصلی                                                       | به عنوان آرتیست اصلی | به عنوان آرتیست اصلی      | به عنوان آرتیست اصلی        | به عنوان آرتیست اصلی          |
| -------------------------------------------------------------------------- | -------------------- | ------------------------- | --------------------------- | ----------------------------- |
| «نوزده» (열아홉)                                                           | ۲۰۱۶                 | ۱۱                        | - کره جنوبی: ۱۱۹٬۴۰۱+       | نوزده                         |
| «خطرناک» (이불 밖은 위험해)                                                | ۲۰۱۶                 | ۸۴                        | - کره جنوبی: ۳۵٬۳۶۵         | GREEality Pt. 1               |
| به عنوان آرتیست همکار                                                      |                      |                           |                             |                               |
| «بالای سر تو» (모두가 내 발아래) (سان ئی با همکاری گری)                    | ۲۰۱۵                 | —                         | - کره جنوبی: ۱٬۸۱۶ (فیزیکی) | چوپان دروغگو                  |
| همکاری‌ها                                                                   |                      |                           |                             |                               |
| «هم‌اکنون کریسمس» (어느새 크리스마스) {به همراه یانگ دا ایل، وان، و میس هی) | ۲۰۱۶                 | —                         | - کره جنوبی: ۱۳٬۹۹۲         | برند سال نو ۲۰۱۶ - فردای بهتر |
| «من خوبم» (به همراه جسی)                                                   | ۲۰۱۷                 | —                         | - کره جنوبی: ۲۶٬۵۸۲         | مسابقه رپر دبیرستانی، پارت ۲  |
| «پلی‌لیست» (به همراه کیم دونگ هیون و و لی ده-هوی)                           | ۲۰۲۱                 | —                         | —                           | تک‌آهنگ بدون آلبوم             |
| «—» بیلنگر انتشاری است که در قلمروی آن جدول نبوده یا منتشر نشده‌است.        |                      |                           |                             |                               |

## فیلم‌شناسی

### فیلم
| سال  | عنوان                  | نقش         | توضیحات     | منابع |
| ---- | ---------------------- | ----------- | ----------- | ----- |
| ۲۰۰۹ | تافت سفید، سگ آبی کوچک | سگ آبی کوچک | دوبله کره‌ای |       |

### مجموعه تلویزیونی
| سال  | عنوان           | نقش               | توضیحات               | منابع |
| ---- | --------------- | ----------------- | --------------------- | ----- |
| ۲۰۰۸ | آشپزی عاشقانه   | جانگ سو گون       |                       |       |
| ۲۰۱۰ | خانه طلایی      |                   | حضور افتخاری          |       |
| ۲۰۱۰ | شیشه عسل        |                   | حضور افتخاری          |       |
| ۲۰۱۰ | پادشاه کیمچی    |                   | حضور افتخاری          |       |
| ۲۰۱۱ | بردی بادی       |                   | حضور افتخاری          |       |
| ۲۰۱۲ | ملکه مه         | جوانی چون سانگ ته |                       |       |
| ۲۰۱۳ | بانداژ شیشه‌ای   | لی جون هو         | درام تک قسمتی         |       |
| ۲۰۱۳ | رنگین‌کمان طلایی | جوانی چون سو پیو  |                       |       |
| ۲۰۱۷ | بهترین ضربه     |                   | حضور افتخاری (قسمت ۷) |       |

### برنامه تلویزیونی
| سال  | عنوان                            | نقش            | منابع  |
| ---- | -------------------------------- | -------------- | ------ |
| ۲۰۱۷ | رپر دبیرستانی                    | شرکت کننده     |        |
| ۲۰۲۱ | مانی تک: من می‌توانم پولدار شوم   | مجری           | [ ۹ ]  |
| ۲۰۲۲ | گاد فادر                         | مجری استودیویی | [ ۱۰ ] |
| ۲۰۲۲ | آیا این جدایی، یادآوری خواهد شد؟ | داور           | [ ۱۱ ] |

| سال  | عنوان              | نقش  | منابع  |
| ---- | ------------------ | ---- | ------ |
| ۲۰۲۲ | میان ازدواج و طلاق | مجری | [ ۱۲ ] |